# Боб Гантінґтон
Боб Гантінґтон (англ. Bob Huntington; 15 січня 1869 — 12 березня 1949) — колишній американський тенісист.
Перемагав на турнірах Великого шолома в парному розряді.

### Фінали турнірів Великого шолома

#### Парний розряд (2–1)
| Результат | Рік  | Турнір        | Покриття | Партнер         | Суперники                     | Рахунок            |
| --------- | ---- | ------------- | -------- | --------------- | ----------------------------- | ------------------ |
| Перемога  | 1891 | Чемпіонат США | Трава    | Олівер Кемпбелл | Валентайн Голл Кларенс Гобарт | 6–3, 6–4, 8–6      |
| Перемога  | 1892 | Чемпіонат США | Трава    | Олівер Кемпбелл | Едвард Л. Голл Валентайн Голл | 6–4, 6–2, 4–6, 6–3 |
| Поразка   | 1893 | Чемпіонат США | Трава    | Олівер Кемпбелл | Кларенс Гобарт Фред Гові      | 3–6, 4–6, 6–4, 2–6 |